# Andrzej Gontarek
Andrzej Gontarek (ur. 10 maja 1970 w Głowaczowie) – polski duchowny i teolog starokatolicki, biskup ordynariusz diecezji warszawskiej oraz zwierzchnik Kościoła Polskokatolickiego w Rzeczypospolitej Polskiej od 2023 roku. 
Od 2018 roku ksiądz infułat, wikariusz biskupi i sekretarz Rady Synodalnej Kościoła. Działacz ekumeniczny, wykładowca akademicki.
Od kwietnia 2023 był pełniącym obowiązki ordynariusza diecezji warszawskiej, przewodniczącego Rady Synodalnej i zwierzchnika Kościoła Polskokatolickiego w RP. 13 czerwca 2023 został wybrany na biskupa-zwierzchnika Kościoła, będąc jednocześnie z urzędu także ordynariuszem diecezji warszawskiej oraz przewodniczącym Rady Synodalnej Kościoła.

## Życiorys
W młodości związany był z parafią polskokatolicką w Studziankach Pancernych, gdzie pełnił funkcję ministranta. Ukończył studia magisterskie na Wydziale Teologicznym Chrześcijańskiej Akademii Teologicznej w Warszawie. Kształcił się ponadto na Chrześcijańskokatolickim Wydziale Teologii Uniwersytetu w Bernie. W 2021 roku otrzymał stopień doktora na Chrześcijańskiej Akademii Teologicznej w Warszawie.
Święcenia kapłańskie przyjął 3 maja 1997 roku w Warszawie z rąk biskupa Wiktora Wysoczańskiego. W latach 1997–2000 wikariusz przy parafii katedralnej Świętego Ducha w Warszawie. W latach 2000–2023 związany pracą duszpasterską z Lubelszczyzną. Był wieloletnim proboszczem parafii Wniebowzięcia Najświętszej Maryi Panny w Lublinie. Opiekował się placówką polskokatolicką w Rozkopaczewie, a także od 2017 roku administrował parafią Matki Bożej Anielskiej w Kosarzewie.  
Jest starszym wykładowcą na Wydziale Teologicznym Sekcji Teologii Starokatolickiej Chrześcijańskiej Akademii Teologicznej w Warszawie. 
Kierownik Katedry Starokatolickiej Teologii Praktycznej oraz Katedry Starokatolickiej Teologii Dogmatycznej i Moralnej.
Andrzej Gontarek był wikariuszem biskupim zwierzchnika Kościoła ks. bp. Wiktora Wysoczańskiego. Członek Stałego Komitetu Roboczego Unii Utrechckiej Kościołów Starokatolickich, jako przedstawiciel Kościoła Polskokatolickiego w RP. Piastuje również funkcję przewodniczącego Oddziału Lubelskiego Polskiej Rady Ekumenicznej, zaś od 2016 także członka Komisji Rewizyjnej PRE. W kadencji 2011–2016 był członkiem Komitetu Krajowego Towarzystwa Biblijnego w Polsce. W 2016 był jednym z sygnatariuszy dokumentu zapowiadającego Międzynarodowy Kongres Ekumeniczny „Lublin – miasto zgody religijnej”, który odbył się w październiku 2017. 
W 2018 podczas Synodu Kościoła został powołany na sekretarza Rady Synodalnej (naczelny organ wykonawczy Kościoła). W trakcie tego samego Synodu został przedstawiony jako jeden z trzech kandydatów na biskupa jednak w głosowaniu tajnym wszyscy kandydaci nie otrzymali wymaganej liczby 2/3 głosów, przy obecności 2/3 delegatów i nie zostali wybrani na biskupów. W 2018 został także podniesiony do godności infułata i już jako ksiądz infułat dokonywał między innymi poświęcenia nowego budynku Chrześcijańskiej Akademii Teologicznej w Warszawie przy ul. Władysława Broniewskiego 48 u zbiegu z ulicą Zbigniewa Romaszewskiego (dawną Teodora Duracza) w Warszawie, w październiku 2018. 
Podczas IX, X i XI Zjazdu gnieźnieńskiego był członkiem Komisji ekumenicznej w ramach Komitetu Organizacyjnego Zjazdu.
30 maja 2019 został członkiem Rady Uczelni Chrześcijańskiej Akademii Teologicznej w Warszawie. We wrześniu 2021 reprezentował Kościół Polskokatolicki w Rzeczypospolitej Polskiej podczas uroczystej konsekracji arcybiskupa Utrechtu Bernda Walleta. 
Po śmierci bp Wiktora Wysoczańskiego, Rada Synodalna Kościoła Polskokatolickiego w RP powierzyła mu w dniu 28 kwietnia 2023 roku obowiązki ordynariusza diecezji warszawskiej, przewodniczącego Rady Synodalnej i p.o. zwierzchnika Kościoła Polskokatolickiego w RP. 
13 czerwca 2023 roku Synod Kościoła Polskokatolickiego w RP obradujący w Ośrodku im. Eduarda Herzoga w Konstancinie Jeziornie, wybrał ks. inf. Andrzeja Gontarka na biskupa-zwierzchnika Kościoła (jednocześnie z urzędu także ordynariusza diecezji warszawskiej oraz przewodniczącego Rady Synodalnej Kościoła). W głosowaniu uzyskał 42 z 45 głosów. Święcenia biskupie przyjął 9 września 2023 w katedrze polskokatolickiej św. Marii Magdaleny we Wrocławiu. Głównym konsekratorem był bp Dick Schoon z diecezji Haarlemu Kościoła Starokatolickiego w Niderlandach, zaś współkonsekratorami bp Pavel Benedikt Stránský, zwierzchnik Kościoła Starokatolickiego w Czechach oraz bp Johannes Okoro, biskup-senior Kościoła Starokatolickiego w Austrii.
Andrzej Gontarek w momencie wyboru był pierwszym duchownym wybranym na zwierzchnika Kościoła Polskokatolickiego w RP, który nie był poprzednio duchownym rzymskokatolickim i urodził się w rodzinie polskokatolickiej.

## Rodzina
Jest żonaty i ma dwoje dzieci.